# Osmylops crux
Osmylops crux är en insektsart som beskrevs av Oswald 1998. Osmylops crux ingår i släktet Osmylops och familjen Nymphidae. Inga underarter finns listade i Catalogue of Life.